# M. Larsson Schulte
M. Larsson Schulte var en svensk kopparstickare, verksam i början av 1600-talet.
Schulte var bosatt i Stockholm och elev till Valentin Trautman. Han anlitades för att utföra illustrationer till Gustav II Adolfs bibel som utgavs 1618 bland annat en bild där man kan se var den heliga aposteln Paulus predikat och vandrat.